# ديفيد يونغ (لاعب كريكت)
ديفيد يونغ (11 ديسمبر 1977 في المملكة المتحدة - ) (بالإنجليزية: David Young)‏ هو لاعب كريكت بريطاني. لعب مع Middlesex Cricket Board ‏.

## وصلات خارجية
- ديفيد يونغ على موقع إي آس بي آن كريك إنفو (الإنجليزية)